# Nesluša
Nesluša és un poble i municipi d'Eslovàquia que es troba a la regió de Žilina, al centre-nord del país. La primera menció escrita de la vila es remunta al 1367.

## Demografia
| Godina             | 1994 | 2004   | 2014   | 2024   |
| ------------------ | ---- | ------ | ------ | ------ |
| Nombre de persones | 3228 | 3247   | 3156   | 3191   |
| Diferència         |      | +0,58% | −2,80% | +1,10% |

| Godina             | 2023 | 2024   |
| ------------------ | ---- | ------ |
| Nombre de persones | 3210 | 3191   |
| Diferència         |      | −0,59% |